# Heinrich Otto Wieland
Heinrich Otto Wieland (Pforzheim, Alemanya 1877 - Múnic 1957) fou un químic i professor universitari alemany guardonat amb el Premi Nobel de Química l'any 1927.

## Biografia
Va néixer el 4 de juny de 1877 a la ciutat de Pforzheim, situada a l'estat alemany de Baden-Württemberg. Va estudiar química a les universitats de Berlín, Stuttgart i Múnic, on es doctorà el 1901. El 1917 va succeir Adolf von Baeyer com a professor de química de la universitat de Múnic i, entre 1925 i 1953, fou professor de química orgànica a les universitats de Friburg i Múnic.
Wieland morí el 5 d'agost de 1957 a la seva residència de Múnic.

## Recerca científica
Va formular la teoria de la deshidrogenització i va explicar la constitució de molts productes de naturalesa completa, com la pteridina, les hormones sexuals i alguns alcaloides. Realitzà, així mateix, estudis complexos sobre els àcids biliars.
El 1927 fou guardonat amb el Premi Nobel de Química per les seves investigacions sobre la composició dels àcids biliars. El premi fou anunciat el 13 de novembre de 1928, sent entregat el 10 de desembre d'aquell mateix any a Estocolm.

## Activisme social
Wieland va tractar reeixidament de protegir a les persones, especialment als estudiants jueus, que van ser "restringits racialment" després de les lleis de Nuremberg. Els estudiants que eren expulsats de a universitat a causa d'aquesta llei van poder romandre en el grup de Wieland com a químics o com a "Gäste des Geheimrats" (convidats del consell privat).

## Reconeixements
En honor seu s'anomenà l'asteroide (8108) Wieland descobert el 30 de gener de 1995 per Freimut Börngen.